# 대한민국 형사소송법 제106조
대한민국 형사소송법 제106조는 압수에 대한 형사소송법의 조문이다.

## 조문
제106조(압수) ① 법원은 필요한 때에는 피고사건과 관계가 있다고 인정할 수 있는 것에 한정하여 증거물 또는 몰수할 것으로 사료하는 물건을 압수할 수 있다. 단, 법률에 다른 규정이 있는 때에는 예외로 한다.  <개정 2011.7.18.>
②법원은 압수할 물건을 지정하여 소유자, 소지자 또는 보관자에게 제출을 명할 수 있다.
③ 법원은 압수의 목적물이 컴퓨터용디스크, 그 밖에 이와 비슷한 정보저장매체(이하 이 항에서 "정보저장매체등"이라 한다)인 경우에는 기억된 정보의 범위를 정하여 출력하거나 복제하여 제출받아야 한다. 다만, 범위를 정하여 출력 또는 복제하는 방법이 불가능하거나 압수의 목적을 달성하기에 현저히 곤란하다고 인정되는 때에는 정보저장매체등을 압수할 수 있다.  <신설 2011.7.18.>
④ 법원은 제3항에 따라 정보를 제공받은 경우 「개인정보 보호법」 제2조제3호에 따른 정보주체에게 해당 사실을 지체 없이 알려야 한다.  <신설 2011.7.18.>

第106條(押收) ① 法院은 필요한 때에는 피고사건과 관계가 있다고 인정할 수 있는 것에 한정하여 증거물 또는 몰수할 것으로 사료하는 물건을 압수할 수 있다. 但, 法律에 다른 規定이 있는 때에는 例外로 한다.  <개정 2011.7.18.>
②法院은 押收할 物件을 指定하여 所有者, 所持者 또는 保管者에게 提出을 命할 수 있다.
③ 법원은 압수의 목적물이 컴퓨터용디스크, 그 밖에 이와 비슷한 정보저장매체(이하 이 항에서 "정보저장매체등"이라 한다)인 경우에는 기억된 정보의 범위를 정하여 출력하거나 복제하여 제출받아야 한다. 다만, 범위를 정하여 출력 또는 복제하는 방법이 불가능하거나 압수의 목적을 달성하기에 현저히 곤란하다고 인정되는 때에는 정보저장매체등을 압수할 수 있다.  <신설 2011.7.18.>
④ 법원은 제3항에 따라 정보를 제공받은 경우 「개인정보 보호법」 제2조제3호에 따른 정보주체에게 해당 사실을 지체 없이 알려야 한다.  <신설 2011.7.18.>

## 해설
전자우편의 경우 ‘통신’이 아니라 ‘물건’이라는 이유로 형사소송법 제106조 ‘물건’에 대한 압수수색 조항을 적용한다.

## 참고 문헌
- 조광훈. (2014). 형사소송법 제106조의 쟁점과 개정안 검토. 법조, 63(7), 192-249.
- 정병곤. (2013). 디지털 증거의 압수 · 수색에 대한 문제점과 개선방안- 형사소송법 제106조 제3항을 중심으로 -. 형사법연구, 25(4), 171-192.
- 서태경. (2015). 형사소송법 제106조 제3항 단서에 따른 수사기관의 압수에 관한 검토 - 피의자ㆍ변호인의 참여권을 중심으로 -. 법학논총, 39(3), 159-195.
- 김영미. (2022). 디지털(전자) 증거 압수수색에 있어서 현장 선별 압수수색 원칙의 문제점과 기술적, 법적 개선방안 연구 : 형사소송법 제106조 제3항의 개정 필요성 중심으로 [석사학위논문, 서울대학교].
- 조은별. (2023). 정보저장매체 ʻ압수ʼ의 검토 - 형사소송법 제106조 제3항 단서의 해석을 중심으로 -. 형사법의 신동향,(80), 34-76.

## 같이 보기
- 강제처분
- 압수